# Charles Lafortune
Pour les articles homonymes, voir Lafortune.
Charles Lafortune est un acteur, un animateur de télévision et un ancien animateur de radio québécois né le 25 juillet 1969 à Montréal au Canada.

## Biographie
Charles Lafortune est diplômé du Conservatoire d'art dramatique de Montréal, promotion 1993. Il a été animateur sur CKOI-FM dans l’émission Les Poids Lourds du retour avec Patrick Marsolais et Mario Tremblay durant les saisons 2011 à 2013. Avant juin 2011, il a été animateur dans l'émission Lafortune vous sourit en avant-midi.
Charles Lafortune a également animé l'émission L'École des fans entre le 18 avril 2004 et le 9 décembre 2007 sur le réseau TVA. Il animait aussi, plus récemment, La Classe de 5e.
Il a animé le jeu télévisé Le Cercle sur le réseau TVA en compagnie de Paul Houde.
Depuis 2013, il anime La Voix, version québécoise. Il anime La Voix junior en septembre 2016 ainsi que 2017.
Il a fait quelques apparitions dans le documentaire Autisme, bientôt majeur sur Moi et Cie avec son fils Matis atteint d'un trouble du spectre de l'autisme. Ainsi, à la suite de l'émission, sa femme et lui ont décidé de lancer la Fondation Autiste & majeur qui vise à aider le financement de programmes touchant la poursuite de l'éducation des adultes ayant le trouble du spectre de l'autisme.

## Vie personnelle
Il est le conjoint de la comédienne Sophie Prégent et il est père d'un garçon appelé Mathis, ayant un trouble du spectre de l’autisme.

## Filmographie

### Téléromans et séries télévisées
- 1993 : Les Grands Procès : Fred Rose : Policier vétéran
- 1994 - 1999 : Watatatow : Guy Lebeau
- 1994 : Miséricorde : Luc, 20 ans
- 1994 : Avec un grand A : Missionnaires du sida : Luc
- 1995 : Les Grands Procès : L'Affaire Côté : étudiant Légaré
- 1996 : Avec un grand A : L'Étrangleuse : Richard
- 1997 : Sauve qui peut! : Benedict
- 1997 : Diva : Francis Kennedy
- 1998-2004 : Macaroni tout garni : Don Quichotte
- 1999 : Catherine : Pierre Beaudet
- 2001 : Dans une galaxie près de chez vous : Flashy Fresh
- 2001 : Rivière-des-Jérémie : Christophe Lange
- 2001 : Réal-TV : étudiant russe
- 2002 : Les Poupées russes : Sylvain Dorais
- 2003 : Les Aventures tumultueuses de Jack Carter : Pierre
- 2004 : Il était une fois dans le trouble : Inspecteur
- 2006 : Lance et compte : La Revanche : Hugo Trottier
- 2017 : Karl et Max : Karl Bastien
- 2018 : Les Sapiens : Charles Larichesse
- 2019 : Les Enquêtes de Murdoch : Monsieur Bédard

Il apparaît aussi dans son propre rôle dans Caméra Café, Taxi 0-22, Les Sœurs Elliot, Colocs.tv, Tranches de vie et Fée Éric.
Il est producteur exécutif des séries Max et Livia, Victor Lessard, La Faille, Contre-offre, Nuit blanche, Audrey est revenue, Lac-Noir et Indéfendable.

### Présentations télévisées
- 1998 - 2000 : Zone de Turbulence
- 2002 : Chasse à l'homme
- 2004-2007 : L'École des fans
- 2005-2011 : Le Cercle (jeu télévisé)
- 2008 : La Classe de 5e (jeu télévisé)
- 2013 : La Voix
- 2018 : Lâchés lousses

## Récompenses et nominations

### Récompenses
- 2013 : Artis du meilleur Animateur d'une émission de variétés ou divertissement (La Voix)
- 2011 : Artis du meilleur animateur d'une émission de jeux (Le Cercle, La classe de 5e)
- 2011 : Artis de la personnalité masculine de l'année
- 2008 : Artis de la personnalité masculine de l’année[3]
- 2008 : Artis du meilleur animateur d’une émission de jeux (Le Cercle)
- 2007 : Artis de la personnalité masculine de l'année
- 2007 : Artis du meilleur animateur d'une émission de jeux (Le Cercle)
- 2006 : Artis du meilleur animateur d'une émission de jeux (Le Cercle)

### Nominations
- 2007 : Artis du meilleur rôle masculin dans un téléroman québécois (Les Poupées Russes)
- 2007 : Artis du meilleur animateur d'émissions de variétés/divertissement/magazines culturels et «talk show» (L'École des Fans)
- 2006 : Gémeaux du meilleur animateur d'une émission de variétés (L'École des fans)
- 2005 : Gémeaux du meilleur animateur d'une émission de variétés (L'École des fans)
- 2001 : Gémeaux du meilleur interprète jeunesse (Watatatow)
- 2001 : Gémeaux meilleur animateur jeunesse (Zone de turbulence)
- 2023: Gémeaux meilleur animation émission spéciale (la voix)[4]